# Otokar Cobra
Pour les articles homonymes, voir Cobra (homonymie).
Le Cobra est un véhicule blindé fabriqué par Otokar, en utilisant de nombreux composants de l'américain Humvee,. Le premier Cobra a été livré à l'armée turque en 1997.
Le Cobra II est présenté en mai 2013.

## Caractéristiques
Le véhicule Cobra constitue une plate-forme commune qui peut être adaptée pour divers rôles et besoins de la mission, y compris : transport de troupes blindé, véhicule antichar, véhicule de reconnaissance, véhicule de surveillance terrestre, véhicule d'observation avancée, ambulance blindée, blindé poste de commandement, véhicule doté d'une mitrailleuse de calibre 12,7 mm, d'un canon de calibre 20 mm, de missiles antichars comme les missiles TOW et Spike, ou de missiles sol-air en tourelle. Deux variantes de carrosserie sont proposées, trois et cinq portes et une trappe sur le toit. La version trois portes permet de placer neuf personnes dans la voiture : deux dans la première rangée, une dans la deuxième et six sur les sièges arrière. La version cinq portes permet d'augmenter le nombre de passagers à 11.
Le Cobra peut être utilisé comme un véhicule amphibie. Les Forces navales turques sont à la recherche d'un nouveau véhicule amphibie et Otokar Cobra est parmi les candidats pour les prochaines acquisitions.
En 2014, Otokar lance la production d'une version « II », assez peu différente, mais  protégée (STANAG 4569 niveau 1, contre le 7,62 × 51 mm OTAN, les éclats et les mines), passant de 6,2 à 14,5 tonnes.

## En opération
Au cours de la bataille de Tskhinvali de la deuxième guerre d'Ossétie du Sud, les véhicules Cobra ont été utilisés par les forces spéciales du ministère géorgien de l'Intérieur au cours du premier assaut sur la ville. Certains des véhicules étaient équipés de mitrailleuses lourdes de 12,7 Utyos et de lance-grenades automatiques CIS 40 AGL de 40 mm.
L'Otokar Cobra est également utilisé par l'armée turque en Afghanistan, Somalie et dans les opérations dans le nord de l'Irak.
Il est utilisé par l'armée ukrainienne depuis 2023 dans sa guerre contre la Russie. Le fournisseur ou donateur, et le nombre d'exemplaires n'est pas connu.

## Pays utilisateurs
- Algérie
- Azerbaïdjan  - 350
- Bahreïn - N/A[4]
- Gambie - 17[5]
- Burkina Faso[réf. nécessaire]
- Émirats arabes unis - N/A[6]
- Tunisie - N/A[7]
- Géorgie - 300 Cobras
- Ghana - 70 Cobras 1 et 2 livrés entre 2018 et 2021[8]
- Kazakhstan - N/A
- Kosovo - 150 Cobras
- Maldives - 5 Cobras[1]
- Nigeria - 204 Cobras[9]
- Pakistan - N/A[4]
- Slovénie - 10 Cobras, possible vente de plusieurs unités[10]
- Turquie - +1300 Cobras[11]
- Ukraine - N/A (depuis 2023)
- Maroc - 200 Cobra II (en) commandés en 2024[12]
- Roumanie - 1059 Cobra II commandés en octobre 2024 ; les 278 premiers seront construits en Turquie, les autres seront assemblés localement par ROMARM[13]

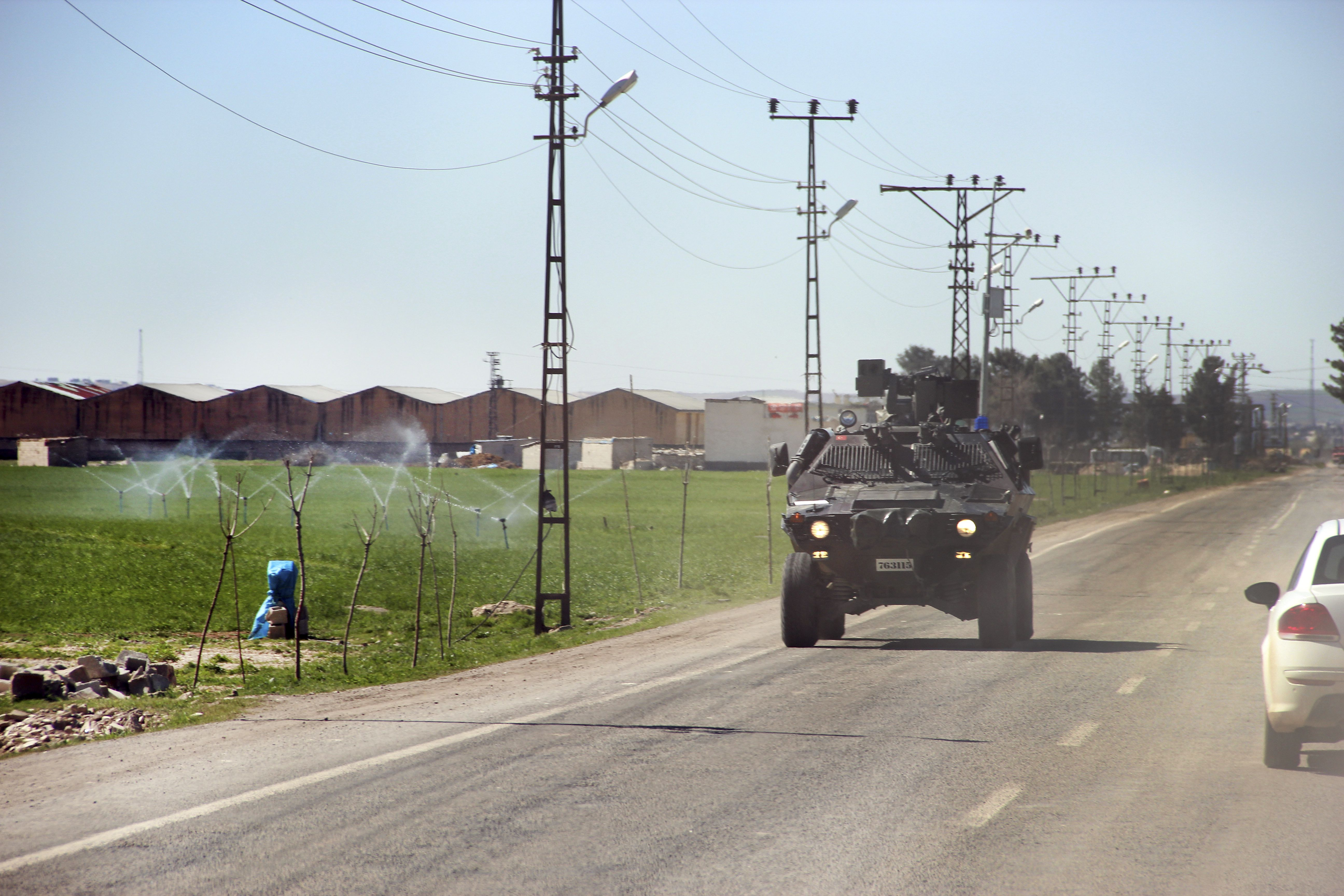
Cobra turc à Suruç (à gauche)